# Canton des Portes du Tarn
Le canton des Portes du Tarn est une circonscription électorale française du département du Tarn.

## Histoire
Un nouveau découpage territorial du Tarn entre en vigueur à l'occasion des premières élections départementales suivant le décret du 17 février 2014. Les conseillers départementaux sont, à compter de ces élections, élus au scrutin majoritaire binominal mixte. Les électeurs de chaque canton élisent au Conseil départemental, nouvelle appellation du Conseil général, deux membres de sexe différent, qui se présentent en binôme de candidats. Les conseillers départementaux sont élus pour 6 ans au scrutin binominal majoritaire à deux tours, l'accès au second tour nécessitant 12,5 % des inscrits au 1er tour. En outre la totalité des conseillers départementaux est renouvelée. Ce nouveau mode de scrutin nécessite un redécoupage des cantons dont le nombre est divisé par deux avec arrondi à l'unité impaire supérieure si ce nombre n'est pas entier impair, assorti de conditions de seuils minimaux. Dans le Tarn, le nombre de cantons passe ainsi de 46 à 23.
Le canton des Portes du Tarn est formé de communes des anciens cantons de Lavaur (8 communes) et de Rabastens (2 communes). Avec ce redécoupage administratif, le territoire du canton s'affranchit des limites d'arrondissements, avec 8 communes incluses dans l'arrondissement de Castres et 2 dans l'arrondissement d'Albi. Le bureau centralisateur est situé à Saint-Sulpice-la-Pointe.

## Représentation
| Période élective | Période élective | Mandat | Mandat   | Identité               | Nuance | Nuance | Qualité                                                                                    |
| ---------------- | ---------------- | ------ | -------- | ---------------------- | ------ | ------ | ------------------------------------------------------------------------------------------ |
| 2015             | 2021             | 2015   | 2021     | Dominique Rondi Sarrat |        | PS     | Maire de Saint-Sulpice-la-Pointe (2014-2017) 5ème Vice-Présidente du Conseil départemental |
| 2015             | 2021             | 2015   | 2021     | Gilles Turlan          |        | PRG    | Fonctionnaire Maire de Giroussens                                                          |
| 2021             | 2028             | 2021   | en cours | Nadia Ould-Amer        |        | DVD    | Conseillère municipale déléguée, Saint-Sulpice-la-Pointe                                   |
| 2021             | 2028             | 2021   | en cours | Gilles Turlan          |        | PRG    | Conseiller sortant                                                                         |

### Résultats détaillés

#### Élections de mars 2015
À l'issue du 1er tour des élections départementales de 2015, deux binômes sont en ballottage : Dominique Rondi Sarrat et Gilles Turlan (Union de la Gauche, 32,51 %) et Corinne Bardou et Marc Neri (FN, 28,64 %). Le taux de participation est de 57,26 % (6 616 votants sur 11 555 inscrits) contre 58,71 % au niveau départemental et 50,17 % au niveau national.
Au second tour, Dominique Rondi Sarrat et Gilles Turlan (Union de la Gauche) sont élus avec 61,46 % des suffrages exprimés et un taux de participation de 57,98 % (3 676 voix pour 6 700 votants et 11 555 inscrits).

#### Élections de juin 2021
Le premier tour des élections départementales de 2021 est marqué par un très faible taux de participation (33,26 % au niveau national). Dans le canton des Portes du Tarn, ce taux de participation est de 38,33 % (5 064 votants sur 13 210 inscrits) contre 39,08 % au niveau départemental. À l'issue de ce premier tour, deux binômes sont en ballottage : Nadia Ould-Amer et Gilles Turlan (Union au centre, 48,17 %) et Maud Forgeot et Maxime Lacoste (Union à gauche avec des écologistes, 26,53 %).
Le second tour des élections est marqué une nouvelle fois par une abstention massive équivalente au premier tour. Les taux de participation sont de 34,36 % au niveau national, 39,14 % dans le département et 37,13 % dans le canton des Portes du Tarn. Nadia Ould-Amer et Gilles Turlan (Union au centre) sont élus avec 60,58 % des suffrages exprimés (2 549 voix pour 4 907 votants et 13 214 inscrits),,.

## Composition
Le canton des Portes du Tarn comprend dix communes entières.
| Nom                                             | Code Insee | Intercommunalité                  | Superficie (km2) | Population (dernière pop. légale) | Densité (hab./km2) | Modifier                                    |
| ----------------------------------------------- | ---------- | --------------------------------- | ---------------- | --------------------------------- | ------------------ | ------------------------------------------- |
| Saint-Sulpice-la-Pointe (bureau centralisateur) | 81271      | CC Tarn-Agout                     | 23,99            | 9 674 (2022)                      | 403                | modifier les données · modifier les données |
| Ambres                                          | 81011      | CC Tarn-Agout                     | 19,11            | 1 031 (2022)                      | 54                 | modifier les données · modifier les données |
| Coufouleux                                      | 81070      | CA Gaillac Graulhet Agglomération | 27,16            | 3 041 (2022)                      | 112                | modifier les données · modifier les données |
| Garrigues                                       | 81102      | CC Tarn-Agout                     | 10,51            | 317 (2022)                        | 30                 | modifier les données · modifier les données |
| Giroussens                                      | 81104      | CA Gaillac Graulhet Agglomération | 41,67            | 1 543 (2022)                      | 37                 | modifier les données · modifier les données |
| Loupiac                                         | 81149      | CA Gaillac Graulhet Agglomération | 10,82            | 448 (2022)                        | 41                 | modifier les données · modifier les données |
| Lugan                                           | 81150      | CC Tarn-Agout                     | 10,13            | 420 (2022)                        | 41                 | modifier les données · modifier les données |
| Saint-Agnan                                     | 81236      | CC Tarn-Agout                     | 6,88             | 295 (2022)                        | 43                 | modifier les données · modifier les données |
| Saint-Jean-de-Rives                             | 81255      | CC Tarn-Agout                     | 6,02             | 512 (2022)                        | 85                 | modifier les données · modifier les données |
| Saint-Lieux-lès-Lavaur                          | 81261      | CC Tarn-Agout                     | 9,54             | 1 232 (2022)                      | 129                | modifier les données · modifier les données |
| Canton des Portes du Tarn                       | 8121       |                                   | 165,83           | 18 513 (2022)                     | 112                | modifier les données                        |

## Démographie
En 2022, le canton comptait 18 513 habitants, en évolution de +8,59 % par rapport à 2016 (Tarn : +2,52 %, France hors Mayotte : +2,11 %).
| 2013   | 2018   | 2022   |
| ------ | ------ | ------ |
| 16 180 | 17 498 | 18 513 |